# Maartje Paumenová
Maartje Yvonne Helene Paumenová (* 19. září 1985 Geleen) je bývalá nizozemská pozemní hokejistka. S nizozemským národním týmem získala tři olympijské medaile, dvě zlata (2008, 2012) a jedno stříbro (2016). Dvakrát se stala mistryní světa (2006, 2014) a jednou přivezla ze světového šampionátu stříbro (2010). Z evropského mistrovství má tři zlata (2005, 2009, 2011) a dvě stříbra (2007, 2015) a jeden bronz (2013). Za nizozemskou reprezentaci odehrála 235 a vstřelila 195 gólů. Dvakrát byla zvolena nejlepší pozemní hokejistkou světa, v roce 2011 a 2012. Je lesbicky orientovaná, její životní partnerkou je spoluhráčka z národního týmu Carlien Dirkse van den Heuvelová.